# James Levine
James Lawrence Levine (se pronunță: lɨˈvaɪn; n. 23 iunie 1943, Cincinnati, Ohio, SUA – d. 9 martie 2021, Palm Springs⁠(d), California, SUA) a fost un dirijor și pianist american de etnie evreiască.
Din anul 1975 a fost directorul muzical al Operei Metropolitan din New York, precum și director al Orchestrei Simfonice din Boston.
Figură centrală a scenei de operă din vremea lui, sub conducerea sa Metropolitan Opera din New York a cunoscut timp de mai multe decenii o renaștere unanim recunoscută. Orchestra acestui teatru de operă a devenit una din cele mai bune orchestre simfonice din lume.
În anul 1997 i s-a acordat Medalia Națională pentru Arte a SUA.

## Familia, copilăria și studiile
S-a născut la Cincinnati, Ohio,ca cel dintâi dintre cei trei copii ai unei familii cu preocupări muzicale și artistice. Străbunicul său din partea mamei, Moritz Goldstein a fost cantor de sinagogă (hazan) într-o mică localitate din Ungaria, tatăl său, Larry (Lawrence) Levine, comerciant în domeniul îmbrăcăminții, a fost un timp și violonist și dirijor al unei orchestre de estradă la Los Angeles, iar mama sa, Helen, a fost actriță.
Din copilărie Jim Levine a învățat pianul și la 10 ani a cântat deja ca solist în cadrul unui program pentru tineret al Orchestrei Simfonice din Cincinnati Concertul nr. 2 pentru pian de Mendelssohn. De asemenea  arătat un interes deosebit pentru opere, de mic învățându-le ariile și studiindu-le partiturile  
Levine a făcut studii muzicale cu Walter Levin, prim-violonistul cvartetului LaSalle, iar în anul 1956 a luat lecții de pian cu Rudolf Serkin la Marlboro Music School în Vermont. În anul următor a început să învețe cu Rosina Lhevinne la Școala de muzică Aspen.
în Colorado. După ce a absolvit prestigiosul liceu Walnut Hills din orașul natal, James Levine s-a înscris în anul 1961 la Școala de Muzică Julliard din New York, unde a studiat arta dirijatului cu Jean Morel. Prima operă a dirijat-o la vârsta de 18 ani: "Pescuitorii de perle" de Bizet. 

După absolvirea acestei școli în 1964 s-a alăturat proiectului "Dirijori americani" al Orchestrei Simfonice din Baltimore.

## Primii ani ai activității de dirijor
Între anii 1964-1965 și-a făcut ucenicia în dirijat pe lângă  George Szell și Orchestra Simfonică din Cleveland, între 1965-1970, până la decesul maestrului, fiind  dirijor asistent. 
În acel an și-a făcut debutul ca dirijor oaspete al Orchestrei Philadelphia la sediul de vară al acesteia la Robin Hood Dell. Tot atunci a debutat și cu Orchestra Națională Velșă și la Opera din San Francisco.
James Levine a avut o lungă colaborare cu Orchestra Simfonică Chicago și între anii 1973-1993 a servit ca director muzical al Festivalului Ravinia în Parcul Ravinia din statul Illinois. În anul 1999 la cererea lui Roy E.Disney Levine a făcut aranajamentul muzicii și a dirijat Orchestra Simfonică Chicago pentru banda muzicală a filmului de animație Fantasia 2000 realizat de studiourile Walt Disney.
Între anii 1974-1978 a fost și directorul muzical al Festivalului de Mai din Cincinnati.

## Cariera la Metropolitan Opera
Levine a debutat la Metropolitan Opera la 27 ani, în iunie 1971 cu o punere în scenă memorabilă a operei Tosca de Puccini, cu ocazia unui festival. În urma succesului de care s-a bucurat a fost invitat în rânduri repetate la pupitrul orchestrei acestei instituții muzicale și în cele din urma a fost angajat ca dirijor principal al operei în anul 1973. Din 1976 a fost numit director muzical al operei.Intre anii 1986-2004 a deținut functia, inexistentă înaintea lui, de director artistic al Operei.
În momentul în care a ajuns la conducerea Operei Metropolitan aceasta se afla într-o criză atât din punctul de vedere al nivelului artistic cât și financiar, la capătul epocii risipitoare a lui Rudolf Bing și după demisia rapidă a recentului numit director muzical,Rafael Kubelik.

Levine s-a distins, în afara talentului său de dirijor, prin selectarea judicioasă a  cântăreților precum și a instrumentiștilor orchestrei. Între cântăreții pe care i-a descoperit în rândurile talentelor din țara sa, s-au numărat James Morris, care s-a distins în rolul lui Wotan din Inelul Niebelungilor, Kathleen Battle (evidențiată în opere de Mozart și Richard Strauss), Aprile Millo, devenită faimoasă în rolurile Carmen și Salomea, soprana Leona Mitchell etc.
Dotat cu un simț muzical rămas în legendă, admirator al lui Herbert von Karajan și al lui Arturo Toscanini, Levine a consacrat lucrului cu ansamblul operei circa șapte luni pe an

spre deosebire de alți dirijori și directori muzicali.
Alte doua personalitati care i-au servit drept model in activitatea sa operaica au fost, dupa propria sa marturie, soprana Maria Callas si regizorul festivalurilor de la Bayreuth ,Wieland Wagner.
  
Cu orchestra și corul MET  a participat la realizarea adaptării cinematografice a lui Franco Zeffirelli a operei La Traviata de Verdi 
Sub conducerea sa orchestra și corul Operei Metropolitan s-au evidențiat ca  unul din ansamblurile de operă de cea mai bună calitate din lume . Levine are cu acest ansamblu și    serii de concerte regulate, simfonice și de cameră la Carnegie Hall. 
Contractul său cu Opera MET se va încheia în 2011, dar noul director general al operei, Peter Gelb, a anunțat că Levine va putea rămâne cât timp va voi la conducerea muzicală a operei
La Metropolitan Opera Levine a condus noi producții ale unor opere de Mozart, Verdi, Wagner, Richard Strauss, Arnold Schoenberg, Igor Stravinsky, Kurt Weill, Claude Debussy, Alban Berg si George Gershwin. În timpul său Opera MET a pus in scena 75 opere în peste 2000 reprezentații.
Cu prilejul aniversării a 25 ani de la debutul său la MET Opera, Levine a dirijat premiera mondială a operei "Marele Gatsby" de John Harbison, comandată special pentru acest eveniment.
Levine a condus ansamblul Operei în turneele sale în SUA și în străinătate. Compania operei transmite și numeroase concerte și producții  filmate la televiziune, de asemenea producții ale operei sunt transmise la radio în fiecare duminică dupa amiază în intreaga lume, în lunile stagiunii, decembrie-aprilie.
Între inregistrările sale cele mai faimoase existente pe video se pot menționa „Aida” cu Leontyne Price și performanța deosebită a Inelului Niebelungilor de Wagner în 1987-1989.
După 1996 Levine a însoțit turneul prin lume al „celor Trei Tenori”:Luciano Pavarotti, Plácido Domingo și José Carreras.

## În fruntea Orchestrei Simfonice Boston
Levine a dirijat prima oară Orchestra Simfonică Boston în aprilie 1972.
Din 22 octombrie 2004 îndeplinește funcția de director muzical al acesteia, devenind cel dintâi dirijor născut în SUA, căruia i s-a încredințat acest post. La concertul festiv cu această ocazie a dirijat Simfonia celor 1000 de Mahler. De asemenea Levine a realizat un precedent deosebit prin conducerea simultană atât a principalului teatru de operă din Statele Unite cât și a uneia din orchestrele simfonice de mâna întâi din țară. Un exemplu similar înaintea sa a fost în Europa Herbert von Karajan ca în anii 1950 a condus atât Orchestra Filarmonică din Berlin, cât și Opera de Stat din Viena.
Levine a dirijat numeroase orchestre simfonice prestigioase din lume ca Filarmonica din Viena și cea din Berlin, Orchestra Philharmonia din Londra, Capela Saxonă din Dresden etc precum și la 15 ediții ale Festivalului de la Bayreuth în anii 1982-1998, la Festivalul de la Salzburg (începând din 1975) de la Verbier în Elveția etc.
Pe dată pe 9 ianuarie 1997 își dă debutul la pupitrul Orchestrei Filarmonice din München care după moartea lui Sergiu Celibidache în 14 august 1996 era fără director muzical. În 1999 Levine acceptă postul de dirijor șef al orchestrei, pe care îl va deține până în 2004. În această perioadă orchestra devine una dintre cele mai căutate orchestre din Germania cu peste 250.000 de spectatori, inclusiv 17.000 de abonați, pentru sezonul 2002/2003, sezon pentru care asociația industrie fonice din Germania va acorda premiul pentru cel mai bun program de concert. În 2000 Levine dirijează în renumitul Concertgebouw din Amsterdam, iar în septembrie 2002 debutează cu orchestra la festivalul The Proms din Londra.
În afara  activității dirijorale și de conducere muzicală, James Levine a participat și la numeroase concerte de muzică de cameră și s-a făcut cunoscut și prin aranjamentele unor lieduri și acompanierea la pian a unora din interpreții acestui gen vocal.
Dupa retragerea lui Von Karajan de la conducerea Filarmonicii din Berlin în 1989, James Levine a fost unul din candidații principali la succesiunea acestuia. În cele din urmă, orchestra l-a preferat pe Claudio Abbado, probabil și pentru că repertoriul acestuia era cu mult mai larg decât cel al lui Levine, care consacrase foarte mult timp Operei Metropolitan.

La 1 martie 2006 Levine a căzut în timpul ovațiilor publicului la capătul unui concert cu Orchestra simfonică din Boston și s-a lezat la articulația umărului drept, După o operație în aceeași lună, a revenit în fruntea orchestrei din Boston la Tanglewood la 7 iulie 2006.
Since 2005 Levine has also served as Music Director of the Tanglewood Music Center, a summer academy of the Boston Symphony Orchestra
Din anul 2005 Levine este și director muzical al Centrului de Muzică Tanglewood, o academie de vară a Orchestrei Simfonice din Boston. 
În acest cadru, dar nu numai, James Levine a încurajat talentele tinere din rândul dirijorilor, fiind, între altele, mentor muzical al unor șefi de orchestră ca  Marco Armiliato, James Conlon, John Keenan, Jens Georg Bachmann.
A fost locuitor al Manhattan-ului, din 1971 partenera sa de viață fiind manechina și fosta oboistă Sue Thompson.
În ultimul deceniu al vieții Levine a suferit de o deteriorare a sănătății și a fost obiectul mai multor plângeri în legătură cu abuzuri și hărțuieli sexuale comise, după câte se pare, în diverse perioade din trecut față de un număr de tineri muzicieni, aflați la începutul carierei.
În decembrie 2017 Metropolitan Opera a „înghețat” legăturile contractuale cu Levine, În urma concedierii de la Metropolitan tribunalul a obligat Opera să-i plăteasca despăgubiri în valoare de 3,5 milioane de dolari.
Levine a murit în martie 2021 la domiciliul său din Palm Springs. ]

## Din înregistrările sale faimoase
- Concertul de gală al Operei Metropolitan din 23 septembrie 1991 cu ocazia aniversarii a 25 ani de la mutarea in noul sediu din Centrul Lincoln  - Deutsche Grammophon:
  - în partea I: actul al III-lea din „Rigoletto” de Verdi, cu Luciano Pavarotti, Cheryl Studer,etc.
  - în partea a II- a: actul al III-lea din opera „Otello” de Verdi  cu Placido Domingo, Mirela Freni, Justino Diaz, etc.
  - în partea a III-a: actul al III-lea din „Liliacul” de Johann Strauss fiul cu Hermann Prey, Barbara Daniels, și Anne-Sophie von Otter, cu participarea în bal a multor celebrități contribuind cu arii din diverse opere și operete.
- ciclul Inelul Niebelungilor - 1989 - Deutsche Grammophon cu Opera Metropolitan,
- Requiemul de Hector Berlioz cu corul Ernst Senff din Berlin, Orchestra Filarmonica din Berlin, Luciano Pavarotti, -Deutsche Grammophon

## Premii și onoruri
- Medalia Națională pentru Arte a SUA - 1997
- Premiul Anton Seidl al Societății Wagner din New York
- Onorat de Centrul Kennedy pentru contribuția la artele interpretative în SUA - 2002
- Premiul cultural anual al orașului New York ( a fost cel dintâi laureat al acestuia)
- Crucea de Onoare de Aur a Republicii Austria